# Туманян, Михаил Галустович
Михаил (Микаел) Галустович Туманян (арм. Միքայել Գալուստի Թումանյան, 1 марта 1886 года, Карасубазар, Российская империя — 24 июля 1950 года, Ереван, Армянская ССР , СССР) — армянский советский учёный-биолог, заслуженный деятель науки (1935), академик Академии наук Армянской ССР (1943).

## Биография
В 1914 году окончил Московский сельскохозяйственный институт (ныне — Тимирязевская сельскохозяйственная академия).
Был заведующим кафедрой в Ереванском университете (до 1930 года), затем в Армянском сельскохозяйственном институте (1930—1949).
Один из организаторов Академии наук Армянской ССР (1943). В 1944 году по инициативе Туманяна был организован Институт сельского хозяйства Армянской ССР, который он возглавил.
Туманян открыл и изучил несколько видов диких сортов пшеницы в Армянской ССР. Вёл исследования растений, выращенных в полевых условиях, что помогло уточнить происхождение и развитие возделываемой пшеницы, улучшить местные сорта пшеницы, культивируемые в СССР (белый, галлахер, красный шафран, красная куна и др.).
Туманян был членом ЦИК Закавказской федерации (1935—1937), заместителем председателя Президиума Верховного Совета Армянской ССР (1944—1947).
Ереванский сельскохозяйственный институт учредил стипендию имени академика Туманяна.